# Квіог (Нью-Йорк)
Квіог (англ. Quiogue) — переписна місцевість (CDP) в США, в окрузі Саффолк штату Нью-Йорк. Населення — 1013 особи (2020).

## Географія
Квіог розташований за координатами 40°49′11″ пн. ш. 72°37′41″ зх. д. / 40.81972° пн. ш. 72.62806° зх. д. (40.819696, -72.628150).  За даними Бюро перепису населення США в 2010 році переписна місцевість мала площу 4,37 км², з яких 3,26 км² — суходіл та 1,11 км² — водойми.

## Демографія
Згідно з переписом 2010 року, у переписній місцевості мешкало 816 осіб у 307 домогосподарствах у складі 184 родин. Густота населення становила 187 осіб/км².  Було 583 помешкання (133/км²).
Расовий склад населення:
| - 80,0 % — білих - 8,2 % — чорних або афроамериканців - 2,1 % — азіатів - 1,6 % — вихідців з тихоокеанських островів - 1,0 % — корінних американців - 4,3 % — осіб інших рас |

До двох чи більше рас належало 2,8 %. Частка іспаномовних становила 19,0 % від усіх жителів.
За віковим діапазоном населення розподілялося таким чином: 25,0 % — особи молодші 18 років, 61,2 % — особи у віці 18—64 років, 13,8 % — особи у віці 65 років та старші. Медіана віку мешканця становила 40,8 року. На 100 осіб жіночої статі у переписній місцевості припадало 112,5 чоловіків;  на 100 жінок у віці від 18 років та старших — 108,9 чоловіків також старших 18 років.